# Sverre Raffnsøe
 Der er for få eller ingen kildehenvisninger i denne artikel, hvilket er et problem. Du kan hjælpe ved at angive troværdige kilder til de påstande, som fremføres i artiklen.

Sverre Raffnsøe (født i 1959 i Aarhus) er en dansk filosof, Uddannet mag. art. i filosofi fra Aarhus Universitet i 1989. Tildelt guldmedalje af Aarhus Universitet i 1989 for afhandlingen ”Der ønskes en filosofisk diskussion af det autonome kunstværk med særligt henblik på Heideggers kunstfilosofi og Adornos æstetiske teori. Dr. phil. i filosofi, 2002. Afhandling: Sameksistens uden common sense. Bind I-III. Siden 2003 professor i ledelsesfilosofi ved Institut for Ledelse, Politik og Filosofi, Copenhagen Business School. Han er redaktør for tidsskriftet Foucault Studies. Han leder forskningsprogrammet Den Humane Vending  (2012-2015), finansieret af Velux Fonden. Raffnsøe er Editor-in-chief for Foucault Studies. Medlem af bestyrelsen for The Foucault Society, New York. Tilknyttet *Association pour le Centre Michel Foucault, France. 

## Forskning
Raffnsøes forskning beskæftiger sig hovedsageligt med fransk og tysk filosofi. Ledelsesfilosofi. Socialanalytik. Velfærd og velfærdssamfund. Viden og videnssamfundet. Det sociale bånd. Politisk filosofi og socialfilosofi.
Primære forskningsområder:
- Det aktuelle sociale bånd og den sociale sammenhængskrafts historie i det vestlige samfund
- Ledelse og ledelsesfilosofi
- Ledelse og tillid
- Æstetik, filosofisk æstetik og kunst
- Velfærd og velfærdssamfund
- Forhandlingssamfundet
- Foucaults filosofi
- Nietzsches moralgenealogi og filosofi

### Den Humane Vending
Den humane vending er et 3-årigt forskningsprogram om det humanes og humanvidenskabernes nye bestemmelse. Raffnsøe er forskningsleder for programmet. Med udgangspunkt i seks individuelle forskningsprojekter om eksemplariske tværvidenskabelige felter, hvor en intradisciplinær humanvidenskab er under udvikling, vil programmet søge at skabe en samlende analyse af den nye humanvidenskab og dens rolle i det aktuelle videnskabs‑ og samfundsbillede. Som en integreret del af programmet afholdes konferencen The Humanities towards a New Agenda over tre år. Den første del af konferencen med undertitlen "Mapping the Humanities" løb af stablen den 21.-22. november 2012 på CBS. Forskningsprogrammet er støttet af Velux Fonden med 5,6 mio. kr.
De seks forskningsprojekter:
- Kirsten Hastrup, KU: Antropologien mellem natur og samfund: Den humane vending inden for naturvidenskab, klima og miljø.
- Uffe Juul Jensen, AU: Livet som problem: Den humane vending inden for medicin og biovidenskab.
- Anne-Marie Mai, SDU: Den humane vending i velfærdsstatsforskningen.
- Sverre Raffnsøe, CBS: Erhvervsøkonomiens humanisering og menneskets valorisering: Den humane vending inden for erhvervsøkonomi, ledelse og værdiskabelse.
- Morten Raffnsøe-Møller, AU: Kulturens politisering og politikkens kulturalisering: Den humane vending inden for politisk videnskab og teori.
- Marius Gudmand-Høyer, CBS: Den humane vending inden for psykiatri og naturvidenskab.

### Ledelse af Selvledelse
Ledelse af Selvledelse var et 3-årigt forskningsprogram på CBS medfinansieret af Velux Fonden med deltagelse af otte forskere fra CBS hvor Raffnsøe var forskningsleder. Forskningsprogrammet satte fokus på selvledelsens udfordringer og potentialer. Selvledelse er et udbredt fænomen i dag, hvilket indebærer, at medarbejdere forvalter deres tanker, forestillinger, følelser og handlinger på måder, som bidrager til at realisere og udvikle medarbejderen selv, samtidig med at de skaber værdi for virksomheden. På offentlige og private arbejdspladser er selvledelse forudsætningen for at lede medarbejdere. Det er derfor af vital betydning at kende de vilkår, der gør sig gældende med selvledelsen. I modsat fald mislykkes tiltag ofte eller får utilsigtede virkninger.

## Udvalgte publikationer
- Raffnsøe, Vallentin & Thyge Thygesen: Tilliden & Magten – om at lede og skabe værdi gennem tillid (København, Børsens Forlag, 2008)
- Raffnsøe, Sørensen & Gudmand-Høyer: Foucault (København, Samfundslitteratur, 2008)
- Frandsen, Raffnsøe & Rendtorff: Vor tids filosofi. Bind III. Fransk filosofi i det 20. Århundrede (København, Politikens Forlag, 2003)
- Sameksistens uden common sense. En elliptisk arabesk. Bind I-III. (København, Akademisk forlag, 2002)
- Moralens evindelige genkomst. Introduktion til Nietzsches Moralens Oprindelse. (København, Gyldendal, 2001)
- Filosofisk æstetik: Jagten på den svigefulde sandhed fra Baumgarten og Kant til Heidegger og Adorno (København, Museum Tusculanum, 1996)
- Heideggers kunstfilosofi og Adornos æstetiske teori (Besvarelse af prisopgave udskrevet af Aarhus Universitet i 1987, blev i maj 1989 tildelt Aarhus Universitets guldmedalje)